# Gierslev Sogn
Gierslev Sogn ist eine Kirchspielsgemeinde (dän.: Sogn) auf der dänischen Insel Seeland.
Bis 1970 gehörte sie zur Harde Løve Herred im damaligen Holbæk Amt, danach zur Høng Kommune im Vestsjællands Amt, die wiederum im Zuge der Kommunalreform zum 1. Januar 2007 in der erweiterten Kalundborg Kommune in der Region Sjælland aufgegangen ist.

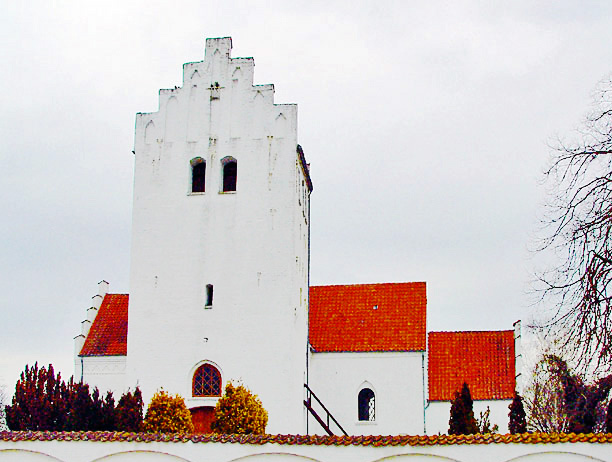
Gierslev kirke

Am 1. Januar 2023 lebten 861 Einwohner im Kirchspiel, davon 313 in der Ortschaft Løve. Die „Gierslev Kirke“ und die „Vester Løve Kirke“ liegen auf dem Gebiet der Gemeinde.
Nachbargemeinden sind im Nordosten Finderup Sogn, im Osten Solbjerg Sogn, im Westen Drøsselbjerg Sogn, im Nordwesten Gørlev Sogn, sowie auf dem Gebiet der Slagelse Kommune im Südosten Havrebjerg Sogn und im Südwesten Kirke Stillinge Sogn.